# Diskografie Depeche Mode
Diskografie Depeche Mode obsahuje 15 studiových alb, 6 koncertních alb, 8 kompilačních alb, 21 box setů, 16 video alb, okolo šedesáti singlů a 70 videoklipů. První z nich vydala skupina již v roce 1981.

## Alba

### Studiová alba
| Rok                                                     | Album | Umístění | Umístění | Certifikace |
| Rok                                                     | Album | UK       | USA      | Certifikace |
| ------------------------------------------------------- | --- | -------- | -------- | --- |
| 1981                                                    | Speak & Spell - Vydáno: 5. října 1981 - Vydavatel: Mute - Formáty: CD, CS, LP                                  | 10       | 192      | - BPI: Zlato - BVMI: Zlato - IFPI (Švédsko): Zlato |
| 1982                                                    | A Broken Frame - Vydáno: 27. září 1982 - Vydavatel: Mute - Formáty: CD, CS, LP                                 | 8        | 177      | - BPI: Zlato |
| 1983                                                    | Construction Time Again - Vydáno: 22. srpna 1983 - Vydavatel: Mute - Formáty: CD, CS, LP                       | 6        | —        | - BPI: Zlato - BVMI: Zlato |
| 1984                                                    | Some Great Reward - Vydáno: 24. září 1984 - Vydavatel: Mute - Formáty: CD, CS, LP                              | 5        | 51       | - BPI: Stříbro - BVMI: Zlato - RIAA: Platina |
| 1986                                                    | Black Celebration - Vydáno: 17. března 1986 - Vydavatel: Mute - Formáty: CD, CS, LP                            | 4        | 90       | - BPI: Stříbro - BVMI: Platina - RIAA: Zlato - SNEP: Zlato                                                                                                 |
| 1987                                                    | Music for the Masses - Vydáno: 28. září 1987 - Vydavatel: Mute - Formáty: CD, CS, LP                           | 10       | 35       | - BPI: Stříbro - BVMI: Zlato - IFPI (Švédsko): Zlato - RIAA: Platina - SNEP: Platina                                                                       |
| 1990                                                    | Violator - Vydáno: 19. března 1990 - Vydavatel: Mute - Formáty: CD, CS, LP, DCC, MD                            | 2        | 7        | - BPI: Zlato - BVMI: Platina - FIMI: Zlato - IFPI (Rakousko): Zlato - IFPI (Švédsko): Zlato - IFPI (Švýcarsko): Platina - RIAA: 3× Platina - SNEP: Platina |
| 1993                                                    | Songs of Faith and Devotion - Vydáno: 22. března 1993 - Vydavatel: Mute - Formáty: CD, CS, LP, DCC, MD         | 1        | 1        | - BPI: Zlato - BVMI: Zlato - IFPI (Rakousko): Zlato - IFPI (Švýcarsko): Zlato - RIAA: Platina - SNEP: 2× Zlato                                             |
| 1997                                                    | Ultra - Vydáno: 14. dubna 1997 - Vydavatel: Mute - Formáty: CD, CS, LP                                         | 1        | 5        | - BPI: Zlato - BVMI: Zlato - IFPI (Švédsko): Zlato - IFPI (Švýcarsko): Zlato - RIAA: Zlato - SNEP: Zlato                                                   |
| 2001                                                    | Exciter - Vydáno: 14. května 2001 - Vydavatel: Mute - Formáty: CD, CS, LP, MD, digitální stažení               | 9        | 8        | - BPI: Zlato - BVMI: Platina - IFPI (Rakousko): Zlato - IFPI (Švédsko): Zlato - IFPI (Švýcarsko): Zlato - RIAA: Zlato - SNEP: Zlato                        |
| 2005                                                    | Playing the Angel - Vydáno: 17. října 2005 - Vydavatel: Mute - Formáty: CD, LP, digitální stažení              | 6        | 7        | - BPI: Zlato - BVMI: 2× Platina - IFPI (Rakousko): Zlato - IFPI (Švédsko): Zlato - SNEP: Platina                                                           |
| 2009                                                    | Sounds of the Universe - Vydáno: 20. dubna 2009 - Vydavatel: Mute - Formáty: CD, CD+DVD, LP, digitální stažení | 2        | 3        | - BPI: Stříbro - BVMI: 3× Zlato - FIMI: Platina - IFPI (Rakousko): Zlato - IFPI (Švédsko): Zlato - IFPI (Švýcarsko): Platina - SNEP: Platina               |
| 2013                                                    | Delta Machine - Vydáno: 22. března 2013 - Vydavatel: Columbia, Mute - Formáty: CD, LP, digitální stažení       | 2        | 6        | - BPI: Stříbro - BVMI: 3× Zlato - FIMI: Platina - IFPI (Rakousko): Zlato - IFPI (Švédsko): Zlato - IFPI (Švýcarsko): Platina - SNEP: Platina               |
| 2017                                                    | Spirit - Vydáno: 17. března 2017 - Vydavatel: Columbia, Mute - Formáty: CD, LP, digitální stažení              | 5        | 5        | - BPI: Stříbro - BVMI: Zlato - FIMI: Zlato - IFPI (Švýcarsko): Zlato - SNEP: Platina                                                                       |
| 2023                                                    | Memento Mori - Vydáno: 24. března 2023 - Vydavatel: Columbia, Mute - Formáty: CD, CS, LP, digitální stažení    | 2        | 14       | - SNEP: Zlato |
| „—“ značí vydání, která se neumístila v dané hitparádě. | |          |          | |

### Koncertní alba
| Rok                                                     | Album | Umístění | Umístění | Certifikace                                               |
| Rok                                                     | Album | UK       | USA      | Certifikace                                               |
| ------------------------------------------------------- | --- | -------- | -------- | --------------------------------------------------------- |
| 1989                                                    | 101 - Vydáno: 13. března 1989 - Vydavatel: Mute - Formáty: CD, CS, LP                                                      | 5        | 45       | - BPI: Zlato - BVMI: Zlato - RIAA: Zlato - SNEP: 2× Zlato |
| 1993                                                    | Songs of Faith and Devotion Live - Vydáno: 6. prosince 1993 - Vydavatel: Mute - Formáty: CD, CS, LP, digitální stažení     | 46       | 193      |                                                           |
| 2006                                                    | Touring the Angel: Live in Milan - Vydáno: 25. října 2006 - Vydavatel: Mute - Formáty: CD, digitální stažení               | —        | —        | - BVMI: Zlato                                             |
| 2010                                                    | Tour of the Universe: Barcelona 20/21.11.09 - Vydáno: 5. listopadu 2010 - Vydavatel: Mute - Formáty: CD, digitální stažení | —        | —        | - FIMI: Zlato                                             |
| 2014                                                    | Live in Berlin - Vydáno: 17. listopadu 2014 - Vydavatel: Mute, Columbia - Formáty: CD, DVD, digitální stažení              | 64       | —        |                                                           |
| 2020                                                    | Live Spirits Soundtrack - Vydáno: 26. června 2020 - Vydavatel: Mute, Columbia - Formáty: CD, digitální stažení             | —        | —        |                                                           |
| „—“ značí vydání, která se neumístila v dané hitparádě. | |          |          |                                                           |

### Kompilační alba
| Rok                                                     | Album | Umístění | Umístění | Certifikace |
| Rok                                                     | Album | UK       | USA      | Certifikace |
| ------------------------------------------------------- | --- | -------- | -------- | --- |
| 1984                                                    | People Are People - Vydáno: 2. července 1984 - Vydavatel: Sire - Formáty: CD, CS, LP                                      | —        | 74       | - RIAA: Zlato                                                                                                   |
| 1985                                                    | The Singles 81→85 - Vydáno: 15. října 1985 - Vydavatel: Mute - Formáty: CD, CS, LP, MD                                    | 6        | 114      | - BPI: Zlato - BVMI: Zlato                                                                                      |
| 1985                                                    | Catching Up with Depeche Mode - Vydáno: 11. listopadu 1985 - Vydavatel: Sire - Formáty: CD, CS, LP                        | —        | 113      | - RIAA: Platina                                                                                                 |
| 1998                                                    | The Singles 86>98 - Vydáno: 28. září 1998 - Vydavatel: Mute - Formáty: CD, CS, LP, MD                                     | 5        | 38       | - BPI: Zlato - BVMI: Platina - IFPI (Švédsko): Zlato - IFPI (Švýcarsko): Zlato - RIAA: Platina - SNEP: 2× Zlato |
| 2001                                                    | The Singles 81>98 - Vydáno: 31. srpna 2001 - Vydavatel: Mute - Formáty: CD                                                | 103      | —        | - FIMI: Zlato                                                                                                   |
| 2004                                                    | Remixes 81–04 - Vydáno: 25. října 2004 - Vydavatel: Mute - Formáty: CD, LP, digitální stažení                             | 24       | —        | - BPI: Zlato - BVMI: Platina - SNEP: 2× Zlato                                                                   |
| 2006                                                    | The Best of Depeche Mode Volume 1 - Vydáno: 13. listopadu 2006 - Vydavatel: Mute - Formáty: CD, CD+DVD, digitální stažení | 18       | 148      | - BPI: Platina - BVMI: 7× Zlato - FIMI: Platina - IFPI (Švýcarsko): Zlato - SNEP: Zlato                         |
| 2011                                                    | Remixes 2: 81–11 - Vydáno: 6. června 2011 - Vydavatel: Mute - Formáty: CD, LP, digitální stažení                          | 24       | 105      | |
| „—“ značí vydání, která se neumístila v dané hitparádě. | |          |          | |

### Video alba
| Rok                                                     | Album | Umístění | Umístění | Certifikace                   |
| Rok                                                     | Album | NĚM      | UK       | Certifikace                   |
| ------------------------------------------------------- | --- | -------- | -------- | ----------------------------- |
| 1985                                                    | The World We Live In and Live in Hamburg - Vydáno: 1985 - Vydavatel: Virgin Video - Formáty: VHS, Betamax, Laserdisc   | —        | 57       |                               |
| 1985                                                    | Some Great Videos - Vydáno: 1985 - Vydavatel: Virgin Video - Formáty: VHS, Betamax, Laserdisc                          | —        | 11       | - RIAA: Zlato                 |
| 1988                                                    | Strange - Vydáno: 1988 - Vydavatel: Mute Film, Virgin Music Video - Formáty: VHS, Laserdisc                            | —        | 8        | - RIAA: Zlato                 |
| 1989                                                    | 101 - Vydáno: 1989 - Vydavatel: Mute Film, Virgin Music Video - Formáty: VHS, Laserdisc, DVD, UMD, Blu-ray             | 32       | 6        | - BVMI: Zlato - RIAA: Platina |
| 1990                                                    | Strange Too - Vydáno: 1990 - Vydavatel: Mute Film, BMG Video - Formáty: VHS, Laserdisc                                 | —        | 12       | - RIAA: Platina               |
| 1993                                                    | Devotional - Vydáno: 1993 - Vydavatel: Mute Film, BMG Video - Formáty: VHS, Laserdisc, DVD, UMD                        | 25       | 18       | - BVMI: Zlato                 |
| 1998                                                    | The Videos 86>98 - Vydáno: 1998 - Vydavatel: Mute Film - Formáty: VHS, DVD                                             | —        | 13       |                               |
| 1998                                                    | Some Great Videos 81>85 - Vydáno: 1998 - Vydavatel: Mute Film - Formáty: VHS                                           | —        | 6        |                               |
| 2002                                                    | One Night in Paris - Vydáno: 27. května 2002 - Vydavatel: Mute - Formáty: DVD, VHS, UMD                                | 54       | 4        | - BVMI: Platina - RIAA: Zlato |
| 2002                                                    | Videos 86>98 + - Vydáno: 25. listopadu 2002 - Vydavatel: Mute - Formáty: DVD, VHS                                      | 81       | 6        | - BVMI: Platina - RIAA: Zlato |
| 2006                                                    | Touring the Angel: Live in Milan - Vydáno: 25. září 2006 - Vydavatel: Mute - Formáty: DVD                              | 2        | 1        | - BVMI: 2× Platina            |
| 2006                                                    | The Best of – Volume 1 - Vydáno: 13. listopadu 2006 - Vydavatel: Mute - Formáty: DVD                                   | —        | 28       |                               |
| 2010                                                    | Tour of the Universe: Barcelona 20/21.11.09 - Vydáno: 8. listopadu 2010 - Vydavatel: Mute - Formáty: DVD, Blu-ray      | 1        | 2        | - BVMI: Platina               |
| 2014                                                    | Live in Berlin - Vydáno: 17. listopadu 2014 - Vydavatel: Columbia, Mute - Formáty: DVD, digitální stažení              | 2        | 64       |                               |
| 2016                                                    | Video Singles Collection - Vydáno: 18. listopadu 2016 - Vydavatel: Columbia, Mute - Formáty: DVD, digitální stažení    | 6        | 4        |                               |
| 2020                                                    | Spirits in the Forest - Vydáno: 26. června 2020 - Vydavatel: Columbia, Mute - Formáty: DVD, Blu-ray, digitální stažení | —        | —        |                               |
| 2023                                                    | Strange / Strange Too - Vydáno: 8. prosince 2023 - Vydavatel: Columbia, Rhino - Formáty: DVD, Blu-ray                  | 6        | —        |                               |
| „—“ značí vydání, která se neumístila v dané hitparádě. | |          |          |                               |

## Singly

### 1980–1989
| Rok                                                     | Název                          | Umístění | Umístění | Umístění | Certifikace                                | Album                   |
| Rok                                                     | Název                          | NĚM      | UK       | USA      | Certifikace                                | Album                   |
| ------------------------------------------------------- | ------------------------------ | -------- | -------- | -------- | ------------------------------------------ | ----------------------- |
| 1981                                                    | Dreaming of Me                 | 45       | 57       | —        |                                            |                         |
| 1981                                                    | New Life                       | —        | 11       | —        |                                            | Speak & Spell           |
| 1981                                                    | Just Can't Get Enough          | —        | 8        | —        | - BPI: Platina - FIMI: Zlato               | Speak & Spell           |
| 1982                                                    | See You                        | 44       | 6        | —        | - BPI: Stříbro                             | A Broken Frame          |
| 1982                                                    | The Meaning of Love            | 64       | 12       | —        |                                            | A Broken Frame          |
| 1982                                                    | Leave in Silence               | 58       | 18       | —        |                                            | A Broken Frame          |
| 1983                                                    | Get the Balance Right!         | 38       | 13       | —        |                                            |                         |
| 1983                                                    | Everything Counts              | 23       | 6        | —        | - BPI: Stříbro                             | Construction Time Again |
| 1983                                                    | Love, in Itself                | 28       | 21       | —        |                                            | Construction Time Again |
| 1984                                                    | People Are People              | 1        | 4        | 13       | - BPI: Stříbro                             | Some Great Reward       |
| 1984                                                    | Master and Servant             | 2        | 9        | 87       |                                            | Some Great Reward       |
| 1984                                                    | Blasphemous Rumours / Somebody | 22       | 16       | —        |                                            | Some Great Reward       |
| 1985                                                    | Shake the Disease              | 4        | 18       | —        |                                            | The Singles 81→85       |
| 1985                                                    | It's Called a Heart            | 8        | 18       | —        |                                            | The Singles 81→85       |
| 1986                                                    | Stripped / But Not Tonight     | 4        | 15       | —        |                                            | Black Celebration       |
| 1986                                                    | A Question of Lust             | 8        | 28       | —        |                                            | Black Celebration       |
| 1986                                                    | A Question of Time             | 4        | 17       | —        |                                            | Black Celebration       |
| 1987                                                    | Strangelove                    | 2        | 16       | 76       |                                            | Music for the Masses    |
| 1987                                                    | Never Let Me Down Again        | 2        | 22       | 63       |                                            | Music for the Masses    |
| 1987                                                    | Behind the Wheel               | 6        | 21       | 61       |                                            | Music for the Masses    |
| 1988                                                    | Little 15                      | 16       | 60       | —        |                                            | Music for the Masses    |
| 1988                                                    | Strangelove '88                | —        | —        | 50       |                                            | Music for the Masses    |
| 1989                                                    | Everything Counts (Live)       | 12       | 22       | —        |                                            | 101                     |
| 1989                                                    | Personal Jesus                 | 5        | 13       | 28       | - BPI: Zlato - FIMI: Platina - RIAA: Zlato | Violator                |
| „—“ značí vydání, která se neumístila v dané hitparádě. |                                |          |          |          |                                            |                         |

### 1990–1999
| Rok                                                     | Název                   | Umístění | Umístění | Umístění | Certifikace                                                                          | Album                       |
| Rok                                                     | Název                   | NĚM      | UK       | USA      | Certifikace                                                                          | Album                       |
| ------------------------------------------------------- | ----------------------- | -------- | -------- | -------- | ------------------------------------------------------------------------------------ | --------------------------- |
| 1990                                                    | Enjoy the Silence       | 2        | 6        | 8        | - BPI: Platina - BVMI: Platina - FIMI: Platina - IFPI (Švédsko): Zlato - RIAA: Zlato | Violator                    |
| 1990                                                    | Policy of Truth         | 7        | 16       | 15       |                                                                                      | Violator                    |
| 1990                                                    | World in My Eyes        | 7        | 17       | 52       |                                                                                      | Violator                    |
| 1993                                                    | I Feel You              | 4        | 8        | 37       | - RIAA: Zlato                                                                        | Songs of Faith and Devotion |
| 1993                                                    | Walking in My Shoes     | 14       | 14       | 69       |                                                                                      | Songs of Faith and Devotion |
| 1993                                                    | Condemnation            | 23       | 9        | —        |                                                                                      | Songs of Faith and Devotion |
| 1994                                                    | In Your Room            | 24       | 8        | —        |                                                                                      | Songs of Faith and Devotion |
| 1997                                                    | Barrel of a Gun         | 3        | 4        | 47       | - IFPI (Švédsko): Zlato                                                              | Ultra                       |
| 1997                                                    | It's No Good            | 5        | 5        | 38       |                                                                                      | Ultra                       |
| 1997                                                    | Home                    | 11       | 23       | 88       |                                                                                      | Ultra                       |
| 1997                                                    | Useless                 | 16       | 28       | —        |                                                                                      | Ultra                       |
| 1998                                                    | Only When I Lose Myself | 2        | 17       | 61       |                                                                                      | The Singles 86>98           |
| „—“ značí vydání, která se neumístila v dané hitparádě. |                         |          |          |          |                                                                                      |                             |

### 2000–2009
| Rok                                                     | Název                          | Umístění | Umístění | Umístění | Certifikace   | Album                             |
| Rok                                                     | Název                          | NĚM      | UK       | USA      | Certifikace   | Album                             |
| ------------------------------------------------------- | ------------------------------ | -------- | -------- | -------- | ------------- | --------------------------------- |
| 2001                                                    | Dream On                       | 1        | 6        | 85       |               | Exciter                           |
| 2001                                                    | I Feel Loved                   | 9        | 12       | —        |               | Exciter                           |
| 2001                                                    | Freelove                       | 8        | 19       | —        |               | Exciter                           |
| 2002                                                    | Goodnight Lovers               | 15       | —        | —        |               | Exciter                           |
| 2004                                                    | Enjoy the Silence 04           | 5        | 7        | —        |               | Remixes 81–04                     |
| 2005                                                    | Precious                       | 2        | 4        | 71       | - BVMI: Zlato | Playing the Angel                 |
| 2005                                                    | A Pain That I'm Used To        | 11       | 15       | —        |               | Playing the Angel                 |
| 2006                                                    | Suffer Well                    | 13       | 12       | —        |               | Playing the Angel                 |
| 2006                                                    | John the Revelator / Lilian    | 16       | 18       | —        |               | Playing the Angel                 |
| 2006                                                    | Martyr                         | 2        | 13       | —        |               | The Best of Depeche Mode Volume 1 |
| 2009                                                    | Wrong                          | 2        | 24       | —        | - BVMI: Zlato | Sounds of the Universe            |
| 2009                                                    | Peace                          | 25       | 57       | —        |               | Sounds of the Universe            |
| 2009                                                    | Fragile Tension / Hole to Feed | 39       | —        | —        |               | Sounds of the Universe            |
| „—“ značí vydání, která se neumístila v dané hitparádě. |                                |          |          |          |               |                                   |

### 2010–2019
| Rok                                                     | Název                  | Umístění | Umístění | Umístění | Umístění | Certifikace   | Album            |
| Rok                                                     | Název                  | NĚM      | UK       | US Alt.  | US Dance | Certifikace   | Album            |
| ------------------------------------------------------- | ---------------------- | -------- | -------- | -------- | -------- | ------------- | ---------------- |
| 2011                                                    | Personal Jesus 2011    | 36       | —        | —        | —        |               | Remixes 2: 81–11 |
| 2013                                                    | Heaven                 | 2        | 60       | 33       | 1        | - FIMI: Zlato | Delta Machine    |
| 2013                                                    | Soothe My Soul         | 22       | 88       | 27       | 7        |               | Delta Machine    |
| 2013                                                    | Should Be Higher       | 19       | 81       | —        | —        |               | Delta Machine    |
| 2017                                                    | Where's the Revolution | 29       | —        | 40       | —        |               | Spirit           |
| 2017                                                    | Going Backwards        | —        | —        | —        | —        |               | Spirit           |
| 2017                                                    | Cover Me               | —        | —        | —        | —        |               | Spirit           |
| „—“ značí vydání, která se neumístila v dané hitparádě. |                        |          |          |          |          |               |                  |

### 2020–2029
| Rok                                                     | Název                 | Umístění | Umístění | Umístění | Umístění | Umístění | Umístění       | Album        |
| Rok                                                     | Název                 | MAĎ      | NĚM      | ŠVÝ      | UK Sales | US Alt.  | US Dance/Elec. | Album        |
| ------------------------------------------------------- | --------------------- | -------- | -------- | -------- | -------- | -------- | -------------- | ------------ |
| 2023                                                    | Ghosts Again          | 2        | 28       | 79       | 20       | 9        | 13             | Memento Mori |
| 2023                                                    | My Cosmos Is Mine     | —        | —        | —        | 32       | —        | —              | Memento Mori |
| 2023                                                    | Wagging Tongue        | —        | —        | —        | 22       | —        | —              | Memento Mori |
| 2023                                                    | Speak to Me           | —        | —        | —        | —        | —        | —              | Memento Mori |
| 2023                                                    | My Favourite Stranger | —        | —        | —        | 19       | —        | —              | Memento Mori |
| 2024                                                    | Before We Drown       | —        | —        | —        | 16       | —        | —              | Memento Mori |
| 2024                                                    | People Are Good       | —        | —        | —        | 52       | —        | —              | Memento Mori |
| „—“ značí vydání, která se neumístila v dané hitparádě. |                       |          |          |          |          |          |                |              |

## Další umístěné písně
| Rok                                                     | Název                                                             | Umístění | Umístění   | Umístění | Umístění | Umístění | Umístění | Umístění | Umístění | Album                            |
| Rok                                                     | Název                                                             | AUS      | BEL (Tip.) | FIN      | FRA      | NĚM      | UK       | US Alt.  | US Dance | Album                            |
| ------------------------------------------------------- | ----------------------------------------------------------------- | -------- | ---------- | -------- | -------- | -------- | -------- | -------- | -------- | -------------------------------- |
| 1984                                                    | Something to Do                                                   | —        | —          | —        | —        | —        | 75       | —        | —        | Some Great Reward                |
| 1989                                                    | Dangerous                                                         | —        | —          | —        | —        | —        | —        | 13       | —        | „Personal Jesus“ (singl)         |
| 1990                                                    | Halo                                                              | —        | —          | —        | —        | —        | 78       | 21       | —        | Violator                         |
| 1993                                                    | Condemnation (Live)                                               | 187      | —          | —        | —        | —        | —        | —        | —        | Songs of Faith and Devotion Live |
| 2006                                                    | The Darkest Star                                                  | —        | —          | 16       | —        | —        | 132      | —        | —        | Playing the Angel                |
| 2009                                                    | Oh Well                                                           | —        | —          | —        | —        | —        | 113      | —        | —        | „Wrong“ (singl)                  |
| 2009                                                    | Perfect (propagační singl)                                        | —        | —          | —        | —        | —        | —        | —        | 1        | Sounds of the Universe           |
| 2011                                                    | Behind the Wheel 2011 (propagační singl) (remixoval Vince Clarke) | —        | —          | —        | —        | —        | —        | —        | 3        | Remixes 2: 81–11                 |
| 2013                                                    | All That's Mine                                                   | —        | —          | —        | —        | 86       | —        | —        | —        | „Heaven“ (singl)                 |
| 2013                                                    | Goodbye                                                           | —        | 42         | —        | —        | —        | —        | —        | —        | Delta Machine                    |
| 2017                                                    | So Much Love                                                      | —        | —          | —        | 182      | —        | —        | —        | —        | Spirit                           |
| „—“ značí vydání, která se neumístila v dané hitparádě. |                                                                   |          |            |          |          |          |          |          |          |                                  |